# Oicha
Oicha – miasto w Demokratycznej Republice Konga, w prowincji Kiwu Północne.